# The Sky’s Gone Out
The Sky’s Gone Out — третий студийный альбом английской готик-рок-группы Bauhaus, вышедший на лейбле Beggars Banquet Records в октябре 1982 года. Был записан летом 1982 года в Монмуте, за исключением 1-й и 4-й песен, записанных соответственно в Лондоне и Веллингборо.

## Об альбоме
Первоначальное ограниченное издание The Sky’s Gone Out включало в себя концертный альбом Press the Eject and Give Me the Tape. Последующие издания содержали 12-дюймовые синглы «Ziggy Stardust», «Kick in the Eye» и «Lagartija Nick». В своём ретроспективном обзоре альбома Нэд Раггетт описал The Sky’s Gone Out как «довольно тонкий альбом», но «заметный более по отдельным песням, чем в целом».

## Список композиций
Слова и музыка всех песен — принадлежит группе Bauhaus, за исключением «Third Uncle» и «Ziggy Stardust», написанных Брайаном Ино и Дэвидом Боуи соответственно.
| №   | Название                            | Длительность |
| --- | ----------------------------------- | ------------ |
| 1.  | «Third Uncle»                       | 5:14         |
| 2.  | «Silent Hedges»                     | 3:09         |
| 3.  | «In the Night»                      | 3:05         |
| 4.  | «Swing the Heartache»               | 5:51         |
| 5.  | «Spirit»                            | 5:28         |
| 6.  | «The Three Shadows, Part I»         | 4:21         |
| 7.  | «The Three Shadows, Part II»        | 3:12         |
| 8.  | «The Three Shadows, Part III»       | 1:36         |
| 9.  | «All We Ever Wanted Was Everything» | 3:49         |
| 10. | «Exquisite Corpse»                  | 5:39         |

| №   | Название                  | Длительность |
| --- | ------------------------- | ------------ |
| 11. | «Ziggy Stardust»          | 3:13         |
| 12. | «Party of the First Part» | 5:27         |
| 13. | «Spirit» (single version) | 3:45         |
| 14. | «Watch That Grandad Go»   | 5:40         |

## Участники записи
- Питер Мёрфи — вокал
- Дэниел Эш — электрогитара
- Дэвид Джей — бас-гитара
- Кевин Хаскинс — ударная установка